# Arif Shaikh
Arif Shaikh (sinh ngày 11 tháng 11 năm 1993) là một cầu thủ bóng đá người Ấn Độ thi đấu ở vị trí Tiền đạo cho Gokulam Kerala FC ở I-League.

## Sự nghiệp
Sinh ra ở Mumbai, Maharashtra, Shaikh thi đấu ở Pune F.C. Academy tại I-League U19. Sau khoảng thời gian với Pune, Shaikh ký hợp đồng với DSK Shivajians. Anh có màn ra mắt cho câu lạc bộ trong vòng đấu cuối của I-League ngày 24 tháng 4 năm 2016 trước Mumbai. Anh vào sân ở phút 69 thay cho Sampath Kuttimani và DSK Shivajians thất bại 4–0.

## Thống kê sự nghiệp
Tính đến 2 tháng 5 năm 2016
| Câu lạc bộ          | Mùa giải            | Giải vô địch        | Giải vô địch | Giải vô địch | Cúp Liên đoàn | Cúp Liên đoàn | Cúp Quốc gia | Cúp Quốc gia | Châu lục | Châu lục  | Tổng    | Tổng      |
| Câu lạc bộ          | Mùa giải            | Hạng đấu            | Số trận      | Bàn thắng    | Số trận       | Bàn thắng     | Số trận      | Bàn thắng    | Số trận  | Bàn thắng | Số trận | Bàn thắng |
| ------------------- | ------------------- | ------------------- | ------------ | ------------ | ------------- | ------------- | ------------ | ------------ | -------- | --------- | ------- | --------- |
| DSK Shivajians      | 2015–16             | I-League            | 1            | 0            | —             | —             | —            | —            | —        | —         | 1       | 0         |
| Tổng cộng sự nghiệp | Tổng cộng sự nghiệp | Tổng cộng sự nghiệp | 1            | 0            | 0             | 0             | 0            | 0            | 0        | 0         | 1       | 0         |